# Волхов (футбольный клуб)
ФСЦ «Волхов» — советский и российский футбольный клуб из Волхова. Основан не позднее 1951 года.

## Названия
- 1951—2001 — «Металлург»;
- с 2002 — ФСЦ «Волхов».

## Достижения
- Чемпионат СССР по футболу (класс «Б»): 5 место (1969)
- Чемпионат Ленинградской области
  - Чемпион (3): 1957, 1965, 1988
  - Второе место (6): 1956, 1961, 1966, 1979, 1991, 2019
  - Третье место (10): 1951, 1959, 1967, 1970, 1972, 1976, 1992, 2002, 2007, 2018
- Кубок Ленинградской области
  - Победитель (6): 1956, 1957, 1958, 1974, 2017, 2018
  - Финалист (6): 1954, 1964, 1968, 1973, 1994, 2000